# Brett Steven
Brett Steven (n, 27 de abril de 1969 en Auckland, Nueva Zelanda) es un jugador de tenis. En su carrera ha conquistado 9 torneos ATP y su mejor posición en el ranking de individuales fue Nº32 en febrero de 1996 y en el de dobles fue Nº16 en junio de 1995.

## Títulos (9; 0+9)

### Dobles (9)
| N.º | Fecha | Torneo                       | Superficie    | Pareja            | Oponentes en la final               | Resultado |
| --- | ----- | ---------------------------- | ------------- | ----------------- | ----------------------------------- | --------- |
| 1.  | 1991  | Newport, Estados Unidos      | hierba        | Gianluca Pozzi    | Javier Frana Bruce Steel            | 6–4, 6–4  |
| 2.  | 1994  | Copenhague, Dinamarca        | Moqueta       | Martin Damm       | David Prinosil Udo Riglewski        | 6–3, 6–4  |
| 3.  | 1994  | Hong Kong                    | Dura          | Jim Grabb         | Jonas Björkman Patrick Rafter       | W/O       |
| 4.  | 1994  | Delray Beach, Estados Unidos | Tierra batida | Lan Bale          | Ken Flach Stephane Simian           | 6–3, 7–5  |
| 5.  | 1995  | Masters de Indian Wells      | Dura          | Tommy Ho          | Gary Muller Piet Norval             | 6–4, 7–6  |
| 6.  | 1997  | Copenhague, Dinamarca        | Moqueta       | Andrei Olhovskiy  | Kenneth Carlsen Frederik Fetterlein | 6–4, 6–2  |
| 7.  | 1997  | San Petersburgo, Rusia       | Moqueta       | Andrei Olhovskiy  | David Prinosil Daniel Vacek         | 6–4, 6–3  |
| 8.  | 1997  | Newport, Estados Unidos      | Hierba        | Justin Gimelstob  | Kent Kinnear Aleksandar Kitinov     | 6–3, 6–4  |
| 9.  | 1998  | Auckland, Nueva Zelanda      | Dura          | Patrick Galbraith | Tom Nijssen Jeff Tarango            | 6–4, 6–2  |

### Finalista en dobles (8)
| N.º | Fecha | Torneo                      | Superficie    | Pareja            | Oponentes en la final            | Resultado     |
| --- | ----- | --------------------------- | ------------- | ----------------- | -------------------------------- | ------------- |
| 1.  | 1993  | Schenectady, Estados Unidos | Dura          | Byron Black       | Bernd Karbacher Andrei Olhovskiy | 6–2, 6–7, 1–6 |
| 2.  | 1995  | Memphis, Estados Unidos     | Dura (i)      | Tommy Ho          | Jared Palmer Richey Reneberg     | 6–4, 6–7, 1–6 |
| 3.  | 1995  | Bermuda                     | Tierra batida | Jason Stoltenberg | Grant Connell Todd Martin        | 6–7, 6–2, 5–7 |
| 4.  | 1995  | Moscú, Rusia                | Moqueta       | Tommy Ho          | Byron Black Jared Palmer         | 4–6, 6–3, 3–6 |
| 5.  | 1996  | Auckland, Nueva Zelanda     | Dura          | Jonas Björkman    | Marcos Ondruska Jack Waite       | W/O           |
| 6.  | 1996  | Scottsdale Estados Unidos   | Dura          | Richey Reneberg   | Patrick Galbraith Rick Leach     | 7–5, 5–7, 5–7 |
| 7.  | 1998  | Copenhague, Dinamarca       | Dura          | Jan Siemerink     | Tom Kempers Menno Oosting        | 4–6, 6–7      |
| 8.  | 1998  | Hamburgo, Alemania          | Tierra batida | David Adams       | Donald Johnson Francisco Montana | 2–6, 5–7      |